# Metasia zinckenialis
Metasia zinckenialis là một loài bướm đêm trong họ Crambidae.